# Schalke (Harz)
Die Schalke ist ein etwa 762 m ü. NHN hoher Berg des Mittelgebirges Harz. Er liegt nahe Hahnenklee im Stadtgebiet von Goslar und im gemeindefreien Gebiet Harz des Landkreises Goslar in Niedersachsen.
Auf dem Berg, der früher Standort des Schalker Horchpostens war, steht der Schalker Aussichtsturm.

## Geographie

### Lage
Die Schalke erhebt sich im Oberharz innerhalb des Naturparks Harz. Ihr Gipfel liegt auf der Grenze des Goslarer Stadtgebiets zum südlich anschließenden gemeindefreien Gebiet Harz etwa sieben Kilometer südsüdwestlich der Goslarer Altstadt und fünf Kilometer nordöstlich von Zellerfeld, dem nördlichen Stadtteil von Clausthal-Zellerfeld. Etwa vier Kilometer südöstlich liegt der Kernort der Gemeinde Schulenberg im Oberharz und rund drei Kilometer (jeweils Luftlinie) westnordwestlich der Goslarer Ortsteil Hahnenklee. Auf der Nordostflanke entspringt der Oker-Zufluss Abzucht und etwas nordöstlich vom Gipfel die kleine Schalke, ein Zufluss des Okerstausees.
Auf der Schalke liegen Teile des Landschaftsschutzgebiets Harz (Landkreis Goslar) (CDDA-Nr. 321402; 2001 ausgewiesen; 389,75 km² groß).

### Naturräumliche Zuordnung
Die Schalke gehört in der naturräumlichen Haupteinheitengruppe Harz (Nr. 38), in der Haupteinheit Oberharz (380) und in der Untereinheit Goslarer Bergland (380.2) zum Naturraum Gosebergland (380.21). Ihre Landschaft fällt nach Süden und Südwesten in die Untereinheit Clausthaler Hochfläche (380.4) ab.

## Türme

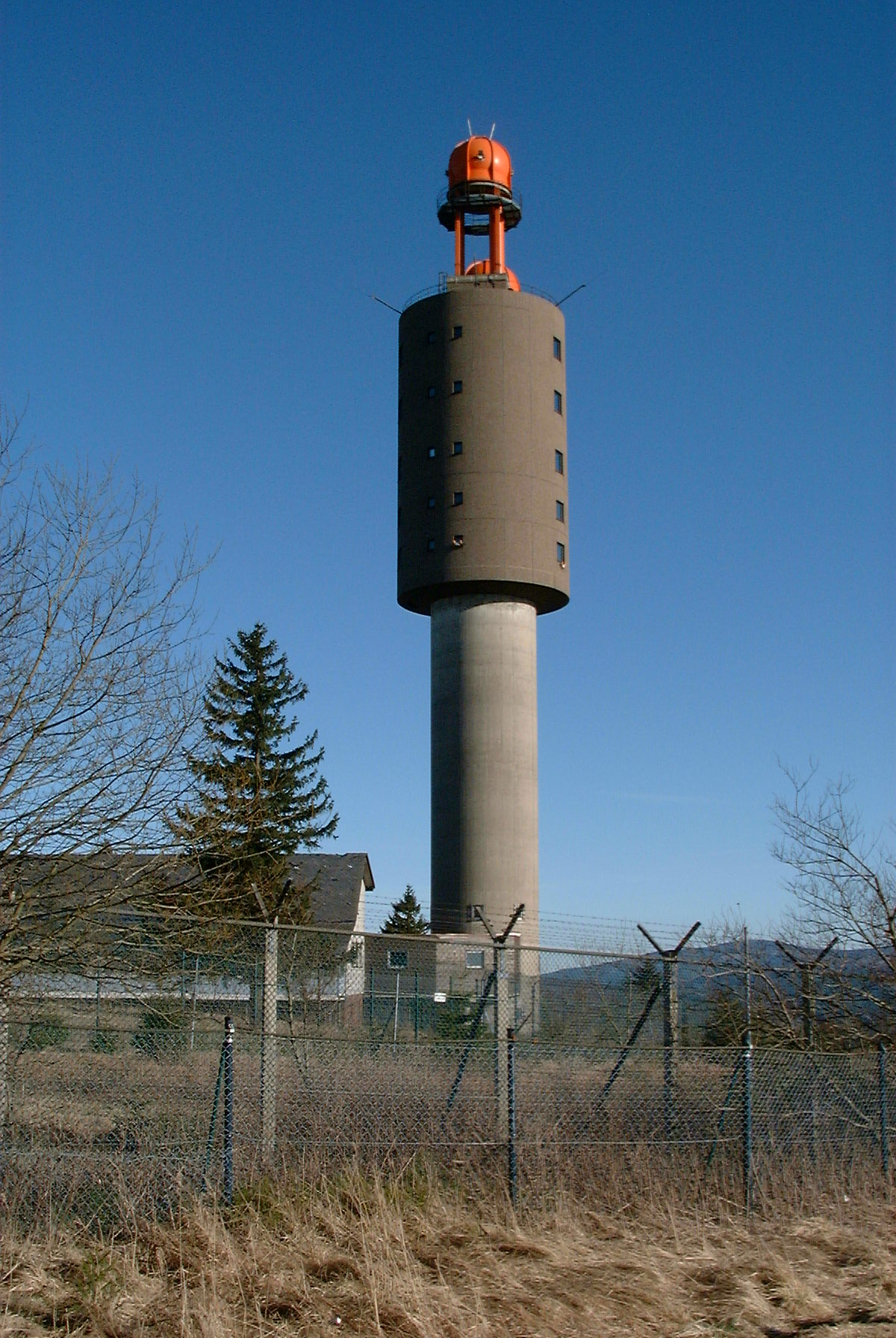
Ehemaliger Aufklärungsturm

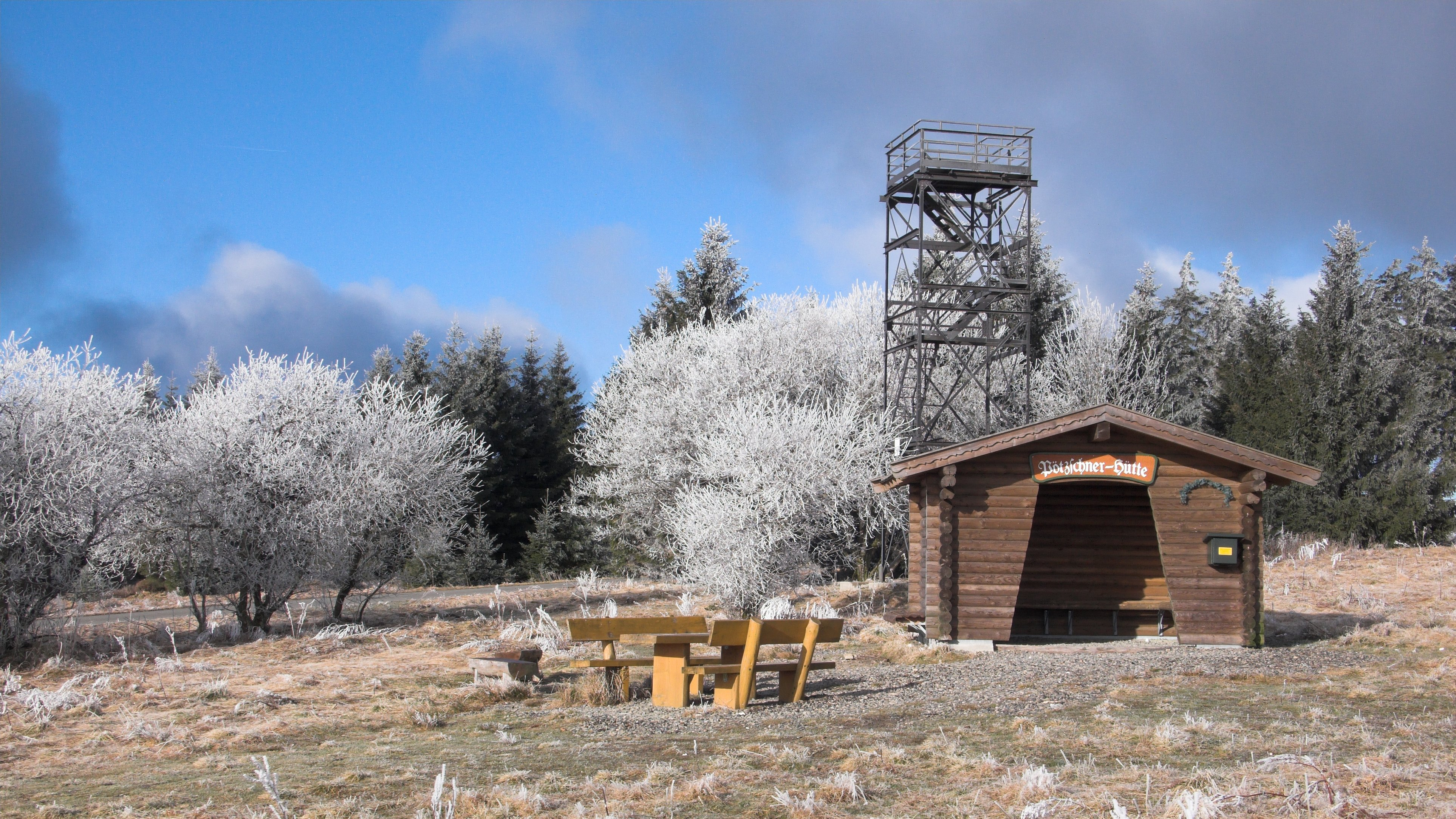
Der Schalker Aussichtsturm und die Pötzschner-Hütte von Ostsüdosten …

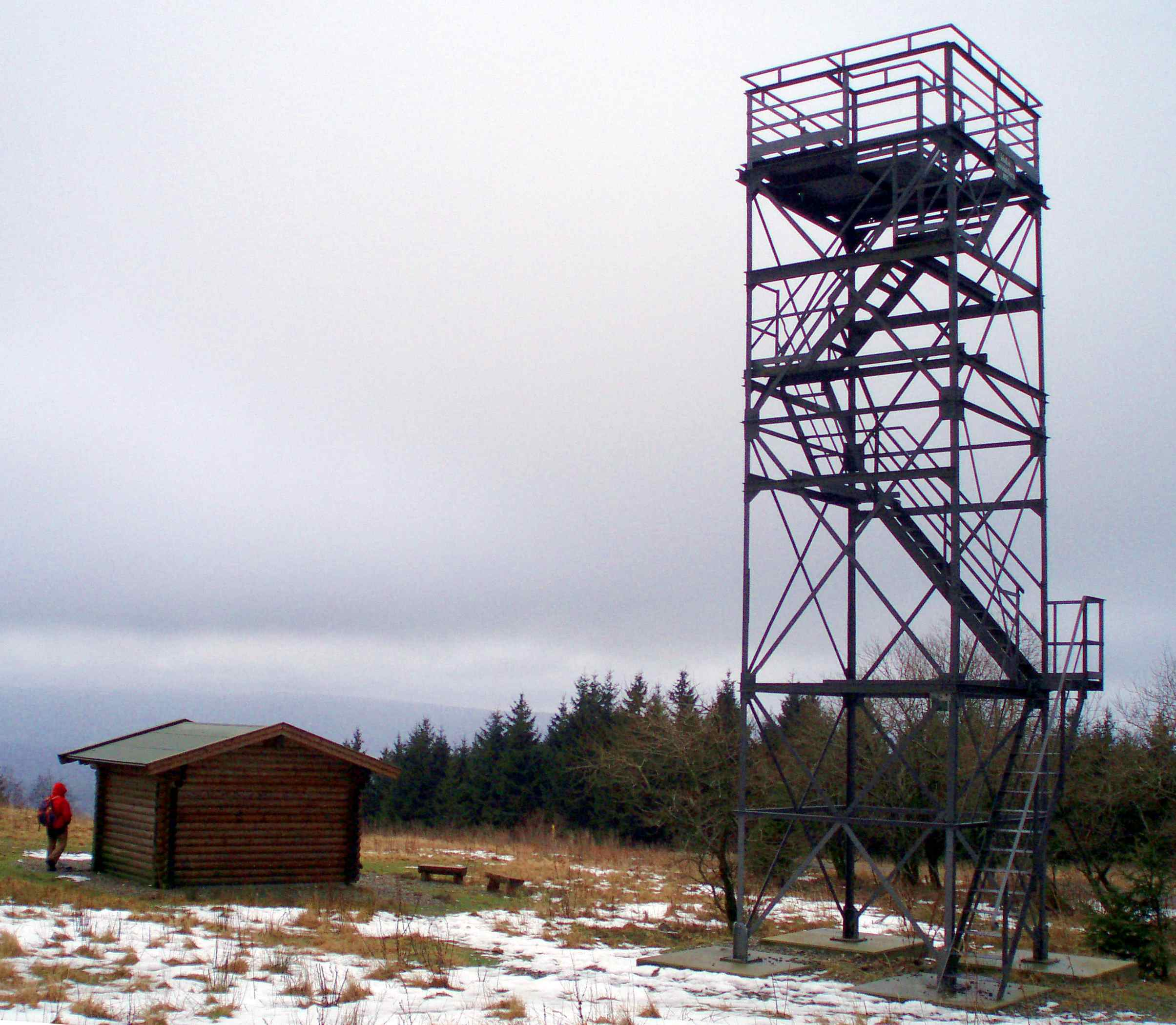
… und von Nordwesten

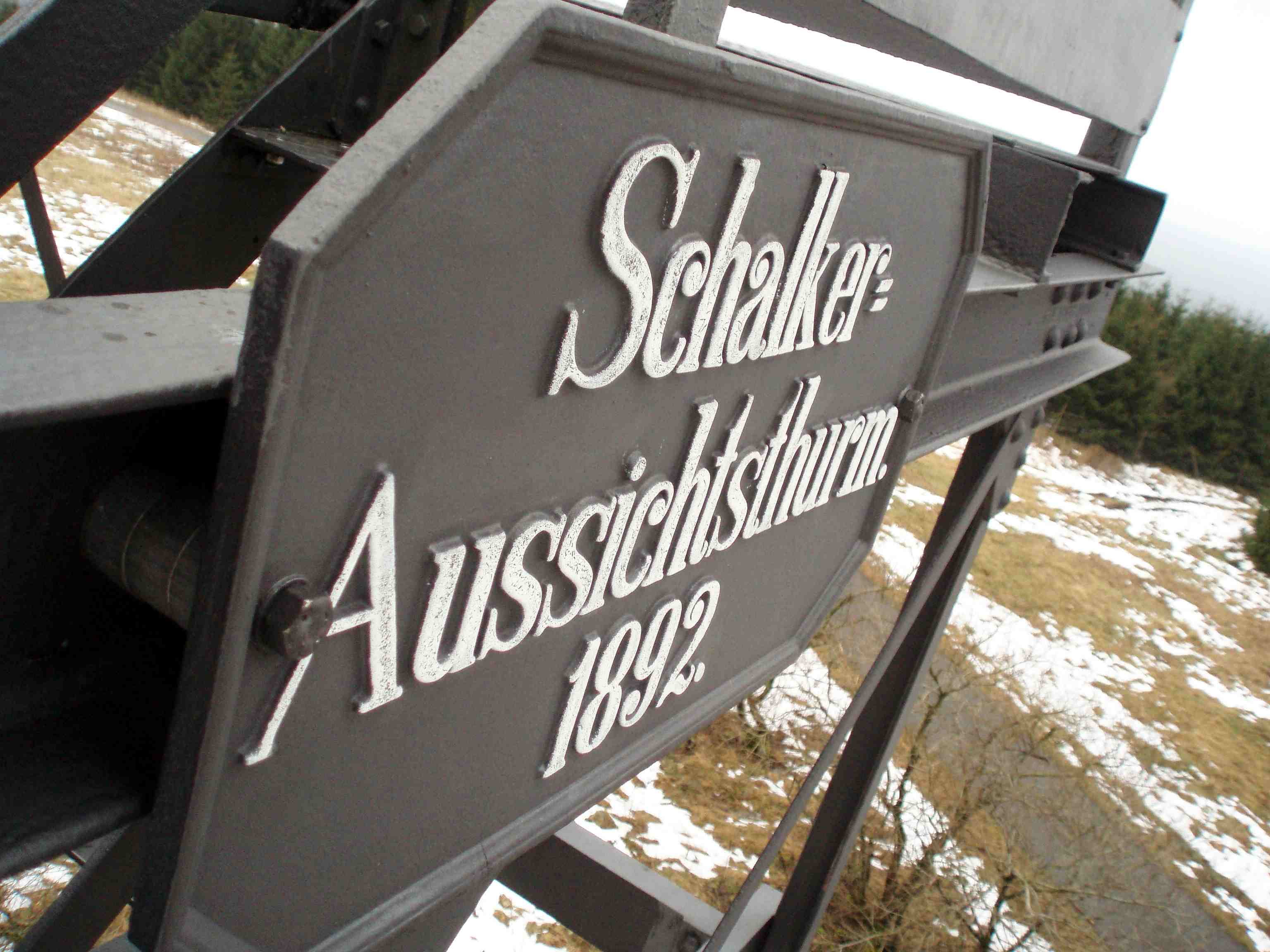
Tafel am Schalker Aussichtsturm

### Schalker Aussichtsturm
Der Schalker Aussichtsturm, der 1892 vom damaligen Harzklub Zweigverein Zellerfeld errichtet und 1992 vom Harzklub Zweigverein Clausthal-Zellerfeld restauriert wurde, ist der älteste von vier stählernen Aussichtstürmen des Harzklubs im Harz. Er ist etwa 10,5 Meter hoch und rund 3,5 Tonnen schwer. Von 1968 bis 2002 stand der Turm etwa 50 Meter südöstlich vom Horchposten, wurde aber nach dem Abriss desselben am 23. September 2002 an seinen alten Platz etwa 100 Meter südsüdwestlich des Gipfels zurückversetzt. Er gewährt allerdings nur eine gute Sicht nach Osten und Süden. Der Blick fällt zum Brocken, Wurmberg, Höhenzug Auf dem Acker mit der Hanskühnenburg und bis nach Clausthal-Zellerfeld. Neben dem Turm steht eine Schutzhütte des Harzklubs.

### Schalker Horchposten
Seit 1959 befand sich während des Kalten Kriegs nahe dem Gipfel der Schalker Horchposten, ein Standort der französischen Luft- und Fernmeldeaufklärung, der 1978/79 um einen 64 Meter hohen Stahlbetonturm erweitert wurde. Dieser seit 1993 leerstehende Turm wurde 2002 gesprengt und die komplette Anlage bis 2003 entfernt. Weitere Horchposten befanden sich im Harz auf dem Wurmberg und dem Stöberhai. Noch vorhanden sind die Türme auf dem Ravensberg und dem nahe der Schalke gelegenen Bocksberg.

## Verkehr und Wandern
Von der Gaststätte Auerhahn an der Bundesstraße 241 führt eine bis zu 12 Prozent steile, für den öffentlichen Kraftfahrzeugverkehr gesperrte Straße, deren Asphaltbelag sich streckenweise in schlechtem Zustand befindet, hinauf zur Schalke.
Zur Schalke führen längere Wanderwege von Zellerfeld, Goslar und Oker hinauf. Des Weiteren gibt es einen kurzen, steilen Wanderweg von Mittelschulenberg, dieser  führt am Unteren Schalker Teich und an Festenburg vorbei. Ein weiterer Wanderweg bietet sich von Hahnenklee aus über den Auerhahn an. Der Schalker Aussichtsturm ist als Nr. 125 (Schalker Turm) in das System der Stempelstellen der Harzer Wandernadel einbezogen; der Stempelkasten hängt an der neben dem Turm stehenden Schutzhütte Pötzschner-Hütte.